# جيمس بي كراتشفيلد
جيمس بي كراتشفيلد (بالإنجليزية: James P. Crutchfield)‏ هو فيزيائي وأستاذ جامعي أمريكي، ولد في 30 يونيو 1955 في سان فرانسيسكو في الولايات المتحدة.